# バスジャック (映画)
『バスジャック』は、2014年に公開された日本映画。主演は遠藤章造（お笑いコンビ・ココリコ）で、初の映画単独主演となった。2013年に製作されたが、諸事情で劇場公開は1年後の2014年に延期された。そのためエンドクレジットにも2013年に製作された旨が記されている。

## ストーリー
会社をリストラされた小宮昇は、レントゲン検査で胃に怪しい影が見つかり、また原因不明の歯の痛みにも悩まされる散々な状況にある。行き先もなく彷徨う彼だったが、偶然拾った拳銃を手にバス乗り場を訪れたことから事態は急変。バスの運転手にバスジャック犯と間違われた小宮は、成り行きでそのほか9人の乗客と共に自身の生まれ故郷である高知県へと向かうことになる。ところが小宮以外の乗客もそれぞれに事情を抱える人物ばかりだったことから、事態は思わぬ方向へと進んでいく。

## キャスト
- バスの乗客
  - 小宮昇（バスジャック犯に間違われた男）- 遠藤章造（ココリコ）
  - 早川はるか - 石橋杏奈
  - 大友圭介 - 清水一希
  - 小田正也（チンピラ） - 鈴木つかさ
  - 近藤ヒロ（小田の子分） - 生島勇輝
  - 大塚英夫 - 村田充
  - 池ノ内麻美 - 堀まゆみ
  - 大木岩太郎（好子の夫） - 赤垣正樹
  - 大木好子（岩太郎の妻） - 矢作則子
  - 木島サチ - 麻生真彩
- バス会社
  - 佐藤忠志（バスの運転手） - 藤原光博（リットン調査団）
- インターン - 石井悠貴
- 五十嵐淳（ヤクザの親分） - ほんこん
- 五十嵐の子分 - 竜二

## スタッフ
- 企画・監督 - 深沢佳文
- 製作 - 山田浩貴
- プロデューサー - 西健二郎
- コー・プロデューサー - 中村和樹
- ラインプロデューサー - 金子哲夫
- 脚本 - 武居秀剋、深沢佳文
- 撮影 - 福澤亮介
- 照明 - 磯部大和
- 録音 - 竹中泰
- 音響効果 - 樋口謙
- 編集 - 深沢佳文、坂口雄祐
- VE - 山根晋
- 視覚効果 - 松本肇
- 技術プロデューサー - 菅原光宏
- キャスティングプロデューサー - 久保田隆久
- 助監督：亀谷英司
- MA：高橋昌之
- 配給協力・宣伝：らんくう
- 制作プロダクション - ワインド・アップ
- 製作 - オールインエンタテインメント

## エピソード
劇場公開時は単館上映で、上映期間も予定された1週間で終了し、その2か月後にDVDが発売された。また、レンタルビデオ店にはそのほとんどが他作品のバーターとして出荷されている。また封切り日は関東地区で記録的な大雪に見舞われたため、映画館には関係者以外観客がほとんどいなかったという。
ところが主演の遠藤章造が出演している『ダウンタウンのガキの使いやあらへんで!!』の2014年大晦日スペシャル『絶対に笑ってはいけない大脱獄24時』で「AmazonDVD人気度ランキング40805位、DVD最高買い取り価格31円」（発言したのはドラマ「101回目のプロポーズ」の星野達郎役の武田鉄矢(本人役として登場)、矢吹薫(浅野温子)のコスプレをした陣内智則との共演にて）とネタにされたことで注目を集め、同ランキングの順位が最高「216位」（2015年1月1日時点）まで跳ね上がるという珍事が起きた。動画配信サービスのGYAO!では反響を受けて本作の無料配信を2015年1月16日から29日まで実施した。
この反響ぶりから、2016年12月4日放送の『ガキの使い』では、主演の遠藤から続編『帰ってきたバスジャック』の製作が決定したことが発表され、同番組の2017年2月5日の放送分ではすでに撮影が終了し、同年の夏頃公開であることが明らかにされた。続編にはほんこんが前作と同じ役で出演するほか、黒沢かずこ（森三中）、岩尾望（フットボールアワー）、ジミー大西の出演が発表された。 当初は遠藤以外の同番組のレギュラー陣（浜田雅功・松本人志・田中直樹・月亭方正）の出演も検討されたが、こちらは見送られた。